# Mantı

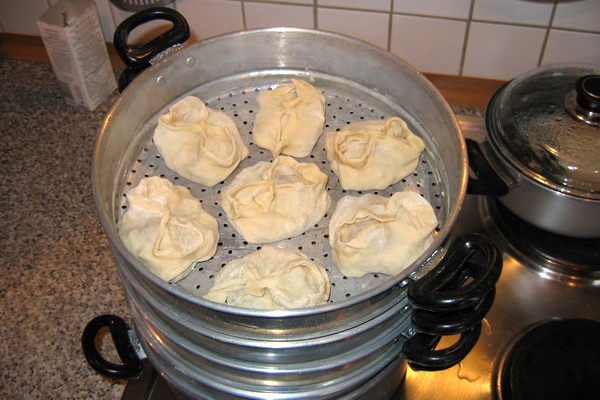
Mantı elaborados al estilo uzbeco en una vaporera.

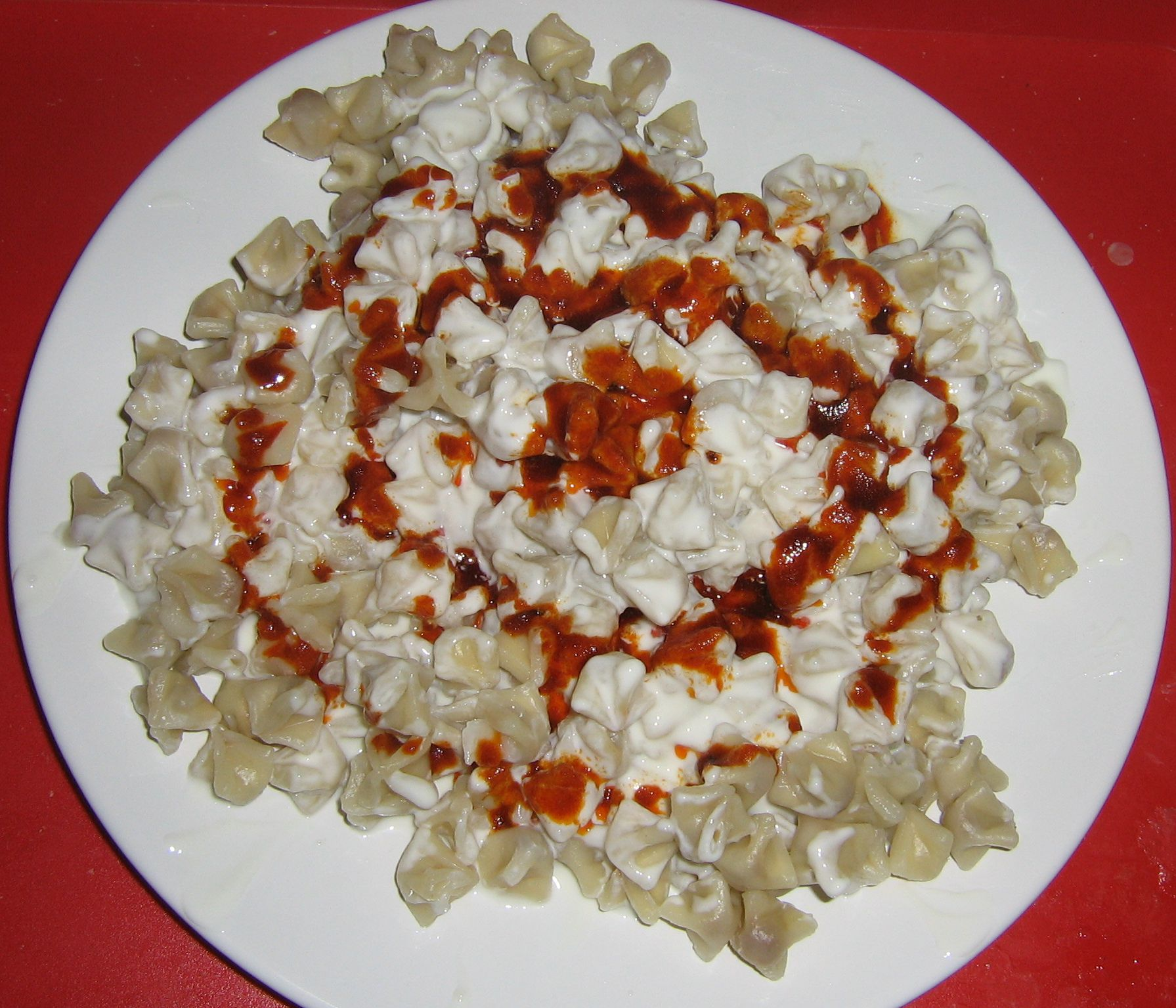
Pasta de Turquía servida con una salsa de yogur con ajo.

Mantı o mantu es un tipo de relleno de masa (dumpling) muy popular en Kazajistán, Uzbekistán, Turquía, Afganistán, Armenia y por regla general es un plato característico de las gastronomías de Asia Central, muy relacionado con el mandu del este de Asia.

## Características
El Mantı consiste una mezcla de carne picada y especiada. En Turquía se hace con carne de res o cordero, aunque en otras partes se puede usar cerdo, en una especie de pasta casera, enrollada. La preparación es tanto cocida como al vapor. La cocina turca suele servir estas pasta con yogur y ajo y especiado con pimentón en polvo fundido en mantequilla. A veces se pica sumac y/o hojas secas de menta con la intención de proporcionar sabor. De acuerdo con las leyendas urbanas los caballeros turcos o mongoles solían llevar estos mantı secos para ser cocinados en cualquier parte de forma sencilla.
En la cocina de Armenia el mantı se sirve con una salsa de yogur mezclada con cebollas, perejil, pimienta y sal. La adición de sumac y/o menta seca también es popular. El mantı a veces se sirve sin salsa de yogur. En este caso la pasa suele ser mayor de lo usual. El Mantu es también considerado como un alimento típico de la Meca.